# Edmund Christoph

Edmund Christoph

Edmund Christoph (* 25. Februar 1901 in Ischl, Österreich-Ungarn; † 27. Dezember 1961 in Innsbruck) war ein österreichischer Politiker der NSDAP. 1938, direkt nach dem „Anschluss Österreichs“ an das Deutsche Reich, war er für kurze Zeit Landeshauptmann für Tirol, bis er vom Gauleiter Franz Hofer in dieser Position abgelöst wurde. Von 1939 bis 1945 war er neben Egon Denz Bürgermeister Innsbrucks.

## Leben und Wirken
Nach dem Besuch der Volksschule und eines humanistischen Gymnasiums machte Edmund Christoph das Abitur am Lehrerseminar. Bis 1934 arbeitete er als Lehrer in Landeck und Innsbruck.
Nach dem gescheiterten Juliputsch 1934 war Christoph maßgeblich an der Restrukturierung und am weiteren Aufbau der illegalen NSDAP in Tirol beteiligt und amtierte von 1935 bis 1938 als inoffizieller Gauleiter der NSDAP in Tirol.
Mit dem „Anschluss Österreichs“ wurde er am 13. März 1938 kommissarischer Landeshauptmann für Tirol und fungierte als Gauwahlleiter bei der Vorbereitung für die Volksabstimmung über die Wiedervereinigung Österreichs mit dem Deutschen Reich im April desselben Jahres, bis er knapp zwei Monate später am 24. Mai 1938 von Franz Hofer, laut Walser angeblich wegen mangelnder Führungsqualitäten, abgelöst wurde. Er trat zum 12. März 1938 der SS im Rang eines Standartenführers bei (SS-Nummer 292.793). Als illegales Parteimitglied seit 1933 beantragte er am 18. Mai 1938 die reguläre Aufnahme in die NSDAP und wurde rückwirkend zum 1. Mai desselben Jahres aufgenommen (Mitgliedsnummer 6.181.613). Ab 1. Juni 1938 war Christoph zunächst stellvertretender Gauleiter der NSDAP, wurde jedoch am 13. März 1939 als „zu lascher Ostmärker“ von Herbert Parson abgelöst.
Von 11. März 1939 bis zum Kriegsende war er erster beigeordneter Bürgermeister von Innsbruck unter Oberbürgermeister Egon Denz. In dieser Funktion übernahm Christoph die Villa des jüdischen Ingenieurs Richard Graubart, der im Rahmen der Novemberpogrome 1938 erstochen worden war, in der Gänsbacherstraße im Innsbrucker Stadtteil Saggen als „Bürgermeisterwohnung“. Ab 1938 war er Mitglied des Reichstages und ab 1943 SS-Standartenführer.
Nach Kriegsende war Christoph zunächst in amerikanischer Kriegsgefangenschaft und in österreichischer Untersuchungshaft und wurde im Mai 1948 im Zuge der Entnazifizierung vor dem Volksgericht Innsbruck angeklagt. Trotz seiner hohen politischen Position wurde Christoph von der Innsbrucker Staatsanwaltschaft nicht nach § 6 des Kriegsverbrechergesetzes (KVG) angeklagt, das für „Urheber und Rädelsführer“ vorgesehen war und eine Mindeststrafe von zehn Jahren Haft bis zur Todesstrafe vorsah, sondern nur nach § 11 des Verbotsgesetzes (VG) aufgrund seiner Tätigkeiten als illegaler NSDAP-Aktiver vor 1938 zu fünf Jahren schwerem Kerker und Vermögensverfall verurteilt. Bereits zu Weihnachten 1948 wurde er vorzeitig nach 42 Monaten Haft entlassen.
Anschließend war Christoph Geschäftsführer der Tiroler Holzexportsgenossenschaft. Er verstarb 1961 an einem Herzinfarkt.
Sein Sohn ist der Journalist Horst Christoph (* 1939), der 1988 im Profil eine Reflexion auf die fehlende Aufarbeitung der nationalsozialistischen Vergangenheit seiner Familie veröffentlichte.